# Der 100. Psalm

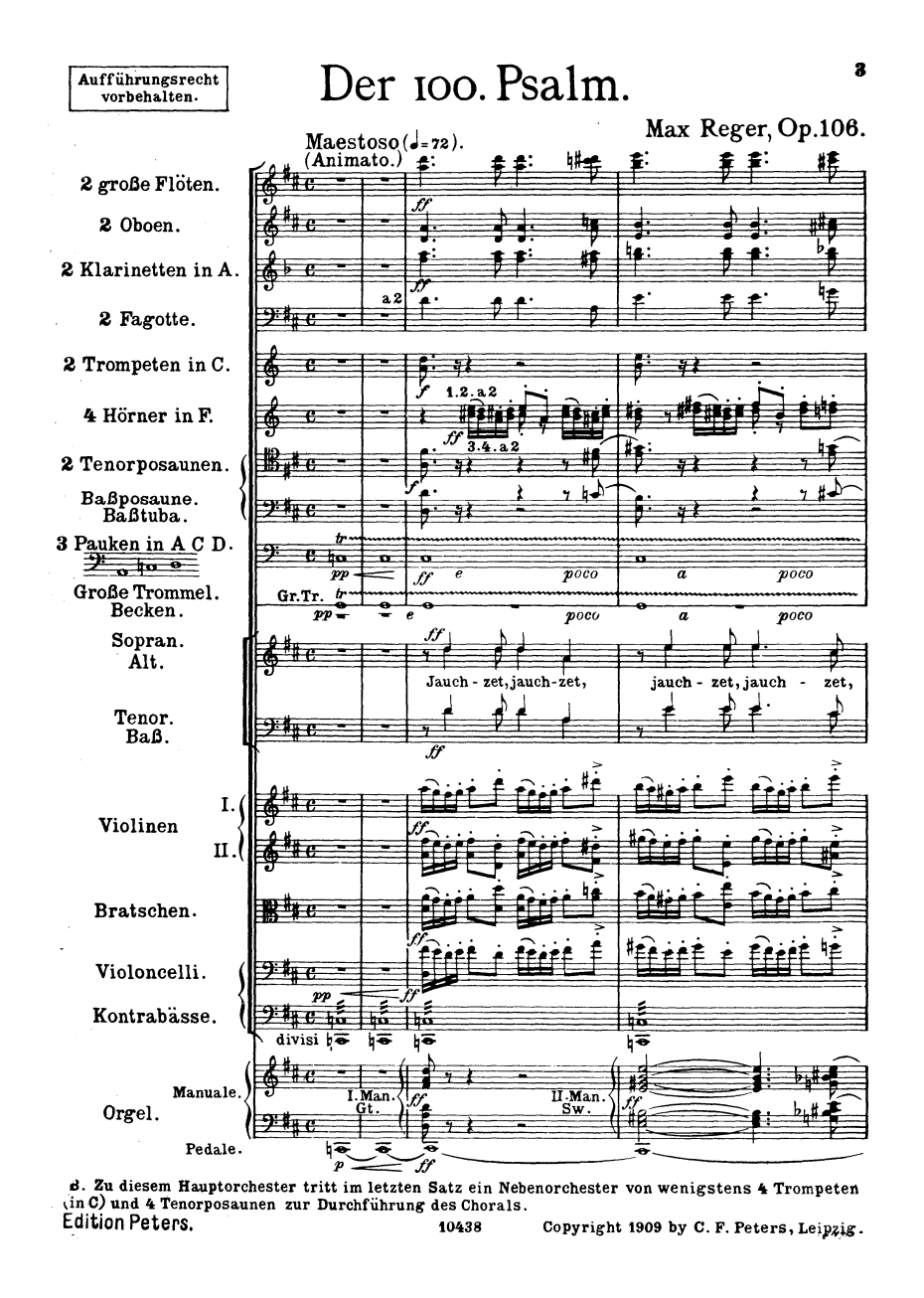
Primera página de la partitura en la primera edición (1909)

Der 100. Psalm (El Salmo 100), op. 106, es una composición en re mayor en cuatro movimientos de Max Reger para coro mixto y orquesta, una adaptación del Salmo 100. Comenzó a componer la obra en 1908 con motivo del 350 aniversario de la Universidad de Jena. La ocasión se celebró ese año con el estreno de la primera parte, dirigida por Fritz Stein el 31 de julio. Reger terminó la composición en 1909. Se publicó ese mismo año y se estrenó simultáneamente el 23 de febrero de 1910 en Chemnitz, dirigida por el compositor, y en Breslavia, dirigida por Georg Dohrn.
Reger estructuró el texto en cuatro movimientos, como una sinfonía coral. La escribió para un coro a cuatro voces, a menudo divididas, una gran orquesta sinfónica y órgano. Solicitó más metales para el clímax del último movimiento, cuando cuatro trompetas y cuatro trombones tocan la melodía del coral de Martín Lutero «Castillo fuerte es nuestro Dios». Reger utilizó características tardorrománticas de armonía y dinámica, y polifonía en la tradición barroca, culminando en el movimiento final, una doble fuga con el cantus firmus instrumental añadido.
En 1922, el biógrafo Eugen Segnitz señaló que esta obra, de intensa expresión, era única en la música sacra de su época, con su convincente interpretación musical del texto bíblico y sus múltiples matices de emoción. Paul Hindemith escribió una adaptación recortada que probablemente ayudó a mantener la obra en el repertorio, y François Callebout escribió una versión para órgano, haciendo la obra accesible para coros más pequeños. La versión para órgano se estrenó en 2003, en Wiesbaden, donde estudió el compositor. La celebración del Año Reger 2016, que refleja el centenario de la muerte del compositor, dio lugar a varias interpretaciones de Der 100. Psalm.

## Contexto

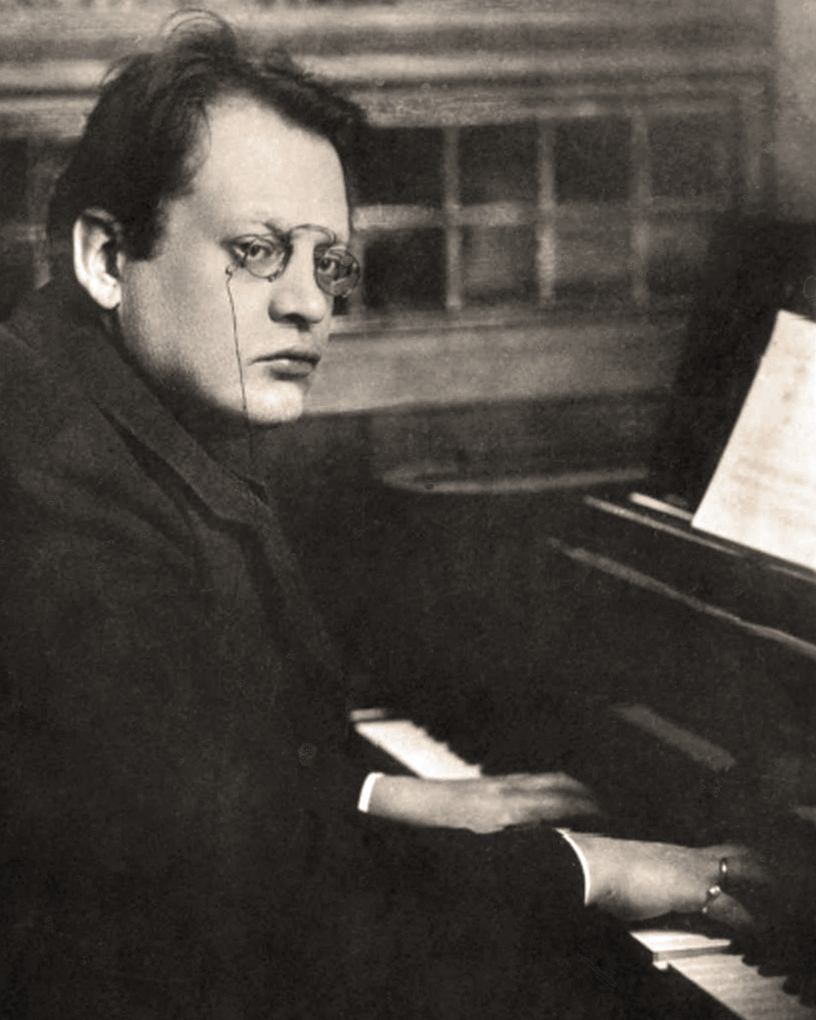
Max Reger, compositor de la obra, alrededor de 1910

Nacido en Baviera en 1873, Reger estudió en el Conservatorio de Wiesbaden y trabajó como concertista de piano y compositor. Su obra se centró primero en la música de cámara, el lied y la música coral. En 1898, una vez finalizados sus estudios, regresó al hogar paterno y se centró en obras para órgano, continuando la tradición de Johann Sebastian Bach. Aunque creció como católico, se inspiró en los himnos luteranos, escribiendo fantasías corales como Zwei Choralphantasien, op. 40, en 1899. En 1901 se trasladó a Múnich. En 1902 se casó con Elsa von Bercken, una protestante divorciada. En 1907 fue nombrado profesor del Conservatorio Real de Leipzig. Un año más tarde comenzó la composición de Der 100. Psalm con el primer movimiento.

## Historia
Reger escribió la primera parte de la obra con motivo del 350 aniversario de la Universidad de Jena. Basó la composición en la traducción del salmo de Martín Lutero. Compuso el primer movimiento en Leipzig, comenzando el 24 de abril de 1908 y trabajando en él hasta principios de julio. La dedicó «Der hohen Philosophischen Fakultät der Universität Jena zum 350jährigen Jubiläum der Universität Jena» (A la Alta Facultad de Filosofía de la Universidad de Jena con motivo del 350 aniversario de la universidad). La primera parte se estrenó el 31 de julio de 1908 en la ceremonia de celebración del 350 aniversario. Fritz Stein dirigió el Akademischer Chor Jena y la Sängerschaft zu St. Pauli, la banda del Regimiento de Infantería 71 de Érfurt, miembros de la orquesta de la corte de Weimar (Weimarer Hofkapelle) y el organista Kurt Gorn. Tras la primera representación, Reger recibió el doctorado honoris causa de la Universidad de Jena. Exigió muchos ensayos al director y le escribió:

Die Hörer des Psalms müssen nachher als 'Relief‘ an der Wand kleben; ich will, dass der Psalm eine niederschmetternde Wirkung bekommt! Also sei so gut und besorge das!
Cuando termine, los oyentes deben quedarse pegados a la pared como un «relámpago»; ¡quiero que el salmo tenga un impacto que haga temblar la tierra! Así que, por favor, ¡sean tan amables y háganlo realidad!

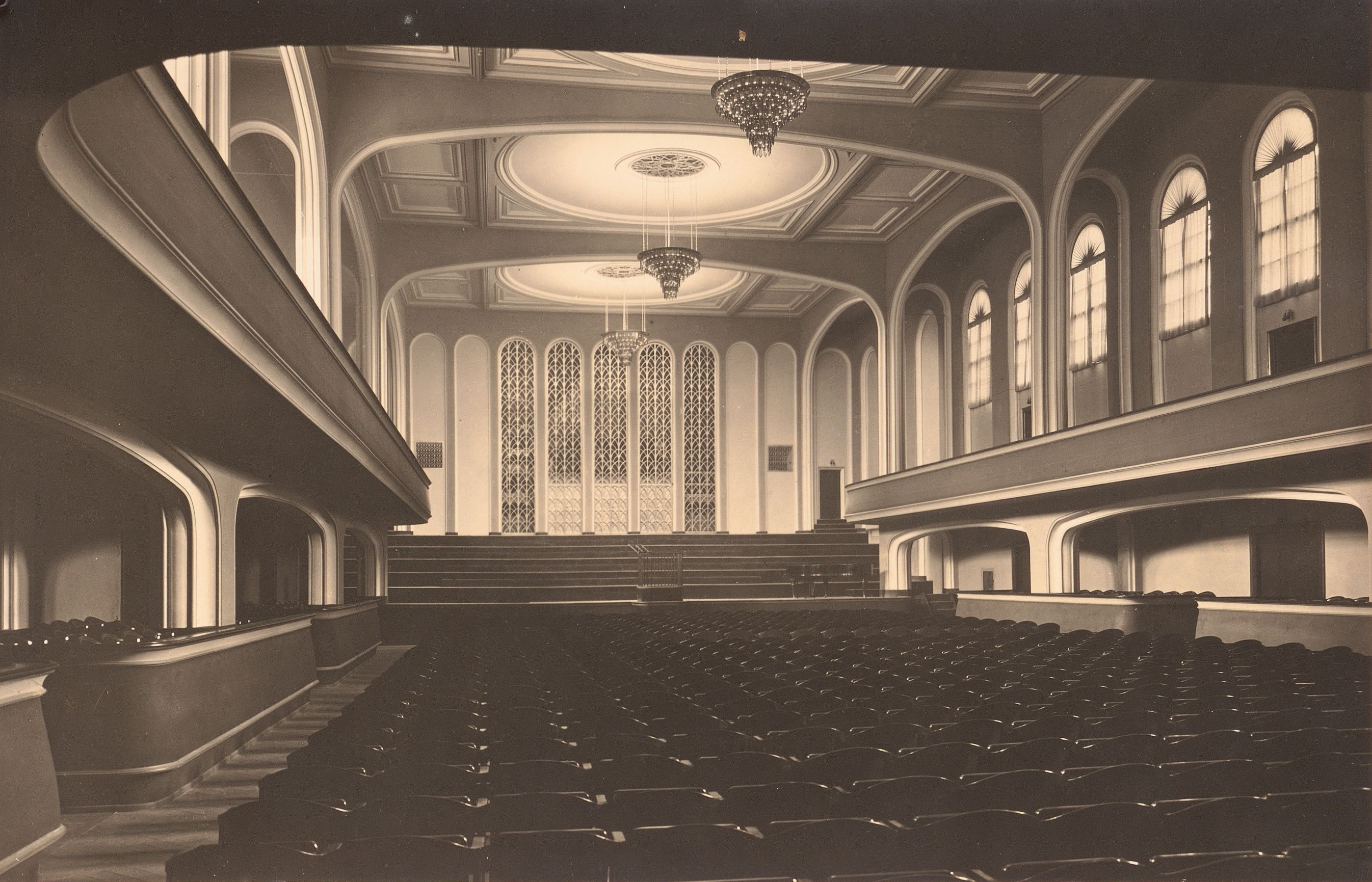
Konzerthaus Breslau, alrededor de 1925

Reger completó la composición del salmo añadiendo tres movimientos más entre mayo y agosto de 1909. Edición Peters de Leipzig publicó la obra, comenzando en septiembre de 1909 con la partitura vocal, para la que Reger preparó la reducción pianística. La partitura completa y las particellas aparecieron en diciembre de ese año. La obra completa se estrenó simultáneamente el 23 de febrero de 1910 en Chemnitz y Breslavia. En la primera, el propio compositor dirigió en la iglesia de San Lukas el coro de la iglesia y la orquesta municipal (Städtische Kapelle), con Georg Stolz al órgano. En la segunda, Georg Dohrn dirigió la Sing-Akademie y la Orchester-Verein, con el organista Max Ansorge. Un crítico escribió en el periódico especializado Neue Musik-Zeitung:

Noch unter dem Eindruck des Gehörten, des Miterlebten stehend, ist es mir unsagbar schwer, all das Tiefempfundene, das Erhabene und Göttliche jener Stunde hier zum Ausdruck zu bringen. Man war tief erschüttert, als die gewaltige Doppelfuge verklungen war, hatte etwas Unvergessliches erlebt.
Todavía bajo la impresión de lo que oímos y vivimos, me resulta indeciblemente difícil expresar aquí todo lo profundamente vivido, lo sublime y divino de aquella hora. Uno se estremeció profundamente, cuando terminó la gigantesca doble fuga, sabiendo que había experimentado algo inolvidable.

## Texto
El texto es el Salmo 100, también conocido como Jubilate Deo, en la traducción de Martín Lutero. El salmo, más bien breve, llama a regocijarse en el Señor, a servirle con alegría, a presentarse ante su rostro con gozo, a darse cuenta de que él nos hizo, y a entrar por sus puertas, porque él es amigo (Salmos 100).

Jauchzet dem Herrn alle Welt.

Dienet dem Herrn mit Freuden.

Kommt vor sein Angesicht mit Frohlocken.

Erkennet, dass der Herre Gott ist.

Er hat uns gemacht, und nicht wir selbst,

zu seinem Volk und zu Schafen seiner Weide.

Gehet zu seinen Toren ein mit Danken,

zu seinen Vorhöfen mit Loben.

Danket ihm, lobet seinen Namen,

 

denn der Herr ist freundlich

und seine Gnade währet ewig

und seine Wahrheit für und für.
Alegraos al Señor, mundo entero.

Servid al Señor con alegría,

Venid ante su rostro con alegría.

Comprended que el Señor es Dios.

Él nos ha hecho, y no nosotros a nosotros mismos,

como su pueblo y las ovejas de su prado.

Entrad por sus puertas con acción de gracias,

a sus atrios con alabanza.

Dadle gracias, alabad su nombre.

Porque el Señor es amigo

y su misericordia es eterna

Y su verdad por los siglos de los siglos.

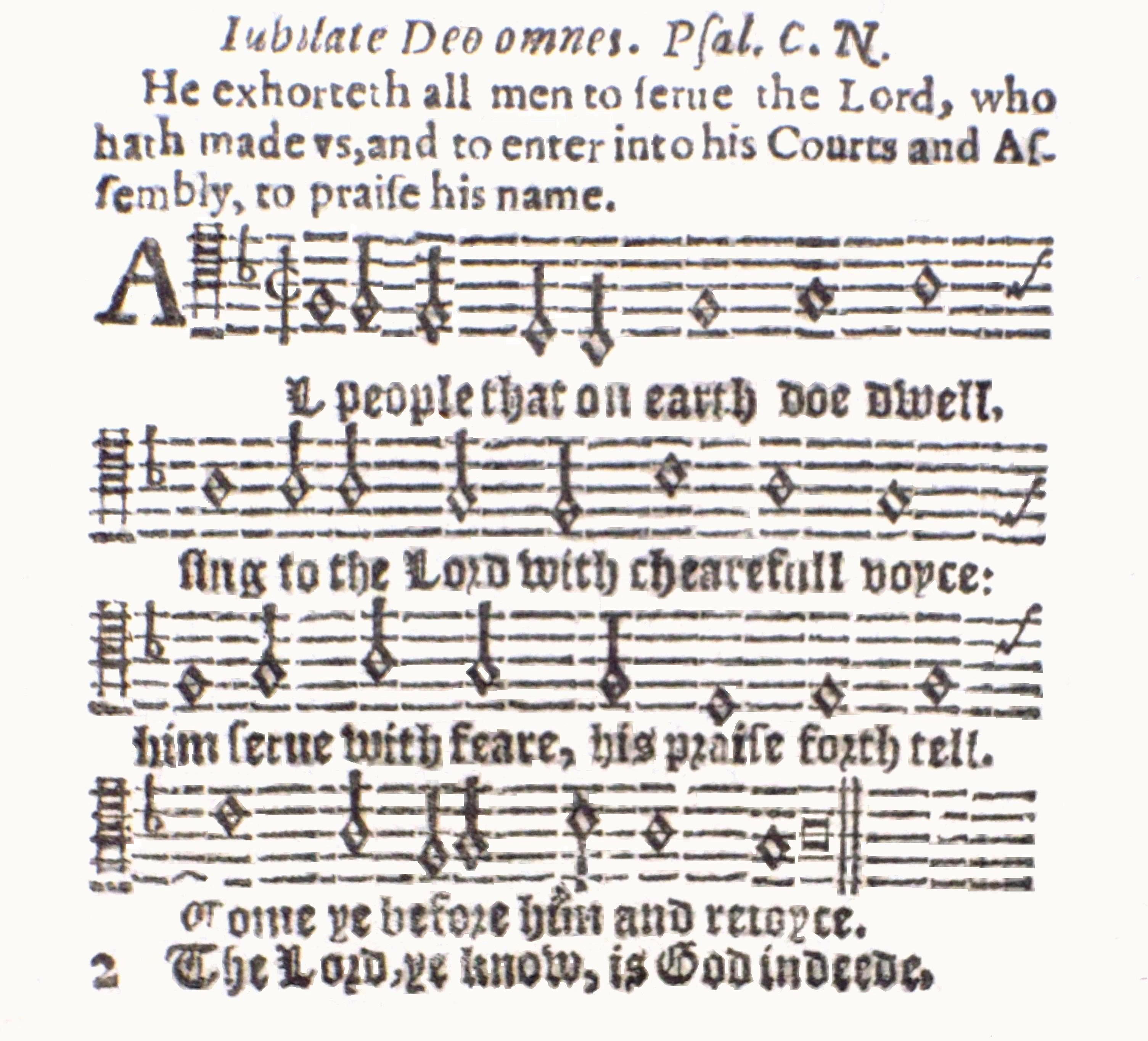
Old Hundredth, Salmo 100, comienzo de una melodía tradicional en un grabado de 1628

La llamada a la alegría da lugar a una música especialmente adecuada para las ocasiones festivas. El salmo ha sido musicado en numerosas ocasiones, sobre todo para uso litúrgico, por ejemplo por Palestrina (1575) y Lully, que compuso un motete, LWV77/16, en honor del matrimonio de Luis XIV y la paz con España en 1660. En Inglaterra, el Jubilate se combinaba tradicionalmente con el Te Deum, como en el Te Deum and Jubilate de Henry Purcell, y el Utrecht Te Deum and Jubilate de Händel. En alemán, Heinrich Schütz incluyó una composición del Salmo 100, junto con una composición ampliada del Salmo 119 y un Magníficat, en su última colección, conocida como Opus ultimum o Schwanengesang (Canto del cisne). Un motete pasticcio, Jauchzet dem Herrn alle Welt, incluye música de Georg Philipp Telemann y Johann Sebastian Bach. Los temas de los primeros versos del salmo se parafrasean en el movimiento de apertura del Oratorio de Navidad de Bach de 1734, «Jauchzet, frohlocket!», con una sección posterior contrastante «Dienet dem Höchsten mit herrlichen Chören» (Servid al Altísimo con espléndidos coros).
Ralph Vaughan Williams, que en 1928 había escrito un arreglo de la melodía tradicional asociada al salmo, Old 100th («All people that on earth do dwell»), lo arregló para congregación, órgano y orquesta para la coronación de Isabel II en 1953; se convirtió en omnipresente en ocasiones festivas en el mundo anglófono. La composición de Reger no estaba pensada para uso eclesiástico; se escribió inicialmente para una ocasión profana y luego para la sala de conciertos.

## Estructura y partitura
Reger estructuró el texto del salmo en cuatro movimientos a modo de sinfonía coral, en la estructura típica de una sinfonía: primer movimiento en forma sonata (Hauptsatz), movimiento lento, scherzo y finale. La siguiente tabla se basa en la partitura coral y muestra el número de movimiento, el íncipit, el verso o versos del salmo 100, las voces (coro SATB, a veces dividido aún más), el tempo, la tonalidad (comienza y termina en re mayor) y el compás, utilizando el símbolo del tiempo común ().
| N.º | Texto                        | Verso | Voces    | Tempo                 | Tonalidad            | Compás            |
| --- | ---------------------------- | ----- | -------- | --------------------- | -------------------- | ----------------- |
| 1   | Jauchzet                     | 1,2   | SATB     | Maestoso (animato)    | re mayor             | cuatro por cuatro |
| 2   | Erkennet                     | 3     | SSAATTBB | Andante sostenuto     |                      | cuatro por cuatro |
| 3   | Gehet zu seinen Toren ein    | 4     | SSAATTBB | Allegretto con grazia | fa♯ mayor - do mayor | 3 4               |
| 4   | Denn der Herr ist freundlich | 5     | SATB     | Maestoso              | re mayor             | cuatro por cuatro |

La obra está escrita para un coro a cuatro voces, a menudo divididas, y una orquesta de dos flautas, dos oboes, dos clarinetes, dos fagotes, cuatro trompas, dos trompetas, tres trombones, tuba, tres timbales y más percusión, órgano y cuerdas. En el último movimiento, un conjunto adicional de metales formado por cuatro trompetas y cuatro trombones interpreta el cantus firmus del coral de Lutero «Castillo fuerte es nuestro Dios». Reger utilizó a menudo himnos luteranos en su obra, siguiendo la tradición de Johann Sebastian Bach. Ya había escrito una fantasía coral sobre el himno, Ein' feste Burg ist unser Gott, op. 27 en 1898. Las armonías de Reger son avanzadas y a veces cercanas a la atonalidad, pero él afirmaba que no hacía nada que Bach no hubiera hecho antes: armonías como resultado de las líneas individuales polifónicas (Stimmführung).
Todos los movimientos están escritos en re mayor, pero Reger los modula a menudo. Los movimientos se suceden sin interrupción. Una breve introducción instrumental, marcada andante sostenuto, da paso al cuarto movimiento. Reger consigue una unidad de forma al incluir material (tanto texto como música) del primer movimiento en los posteriores.

### Jauchzet
El primer movimiento corresponde a la apertura de una sinfonía, a menudo en forma sonata. El movimiento establece los dos primeros versos del salmo, que exigen tres acciones: «jauchzet» (alegraos), «dienet» (servid) y «kommt» (venid). Las tres coinciden con dos temas contrastantes de la exposición de la forma sonata, y su desarrollo. Les sigue una recapitulación de los dos temas.
Un redoble de timbales en do de dos compases conduce a un acorde orquestal de re mayor en el tercer compás, marcado ff (fortissimo), y a una entrada sincopada del coro un compás después, pronunciando al unísono «Jauchzet, jauchzet» (alegraos, alegraos), el primer tema. El coro canta primero un motivo una cuarta hacia abajo, mientras que las cuerdas añaden un motivo de grupeto (Doppelschlag-Motiv) que se repite a lo largo de la pieza y que finalmente abre un tema de la doble fuga en la cuarta parte. Los motivos cortos se tratan en secuencias ascendentes, luego se continúan en escalas ascendentes en tresillos, de nuevo en secuencias, luego otra línea ascendente en ritmo con puntillo, pero sin melodía, interpretando sólo la palabra repetida «jauchzet» con diferente expresión. Fred Kirshnit, que presentó la pieza para una actuación de la Orquesta Sinfónica Americana, consideró el tratamiento como una «explosión orquestal». El texto continúa en el compás dieciséis con «dem Herrn alle Welt» (al Señor, [de] todo el mundo).
La siguiente estrofa comienza con «Dienet» (Servid), el segundo tema. Es tranquilo, marcado sostenuto y pp (pianissimo). Se ha comparado con el segundo tema de la forma sonata. Desde la voz más grave hasta la más aguda, el material se amplía en imitación, con todas las voces divididas. La frase «Dienet dem Herrn» es cantada primero por la contralto y luego imitada por las demás voces. «Dienet dem Herrn mit Freuden» aparece primero en las voces graves, mientras que las sopranos amplían el tema un compás más tarde, marcado como espressivo y crescendo. Aparecen alegres grupos de semicorcheas, primero a una sola voz, luego en una textura más densa, que conducen al primer tema, «Jauchzet». En el compás 111 aparece el tercer tema, «Kommt». Esta palabra se repite muchas veces antes de continuar la frase, «vor sein Angesicht» (ante su rostro), más tarde también «mit Frohlocken» (con gritos de alegría). En el compás 130, una repetición de la primera sección conduce al cierre del movimiento en un unísono «alle Welt», con un calderón en cada sílaba.

### Erkennet
El segundo movimiento comienza con una suave introducción instrumental de trece compases. Trompas y trombones tocan tres veces al unísono la misma nota, que luego se canta con la palabra «Erkennet» («Comprended» o «Reconoced»). Kirshnit escribe que el movimiento comienza «misteriosamente, casi espectralmente». El ritmo domina la introducción. El coro lo retoma, cantándolo primero en un do unísono, marcado ppp (pianississimo). Tras varias repeticiones, la frase continúa en el compás 26: «dass der Herr Gott ist» (que el Señor es Dios) con un rápido crescendo de Señor a Dios. El musicólogo suizo Michael Eidenbenz, escribiendo para el Zürcher Bach Chor, describe la sección como mística y reflexiva («mystisch-reflektierend»). En una sección intermedia las voces divididas expresan, la mayoría en homofonía, y gradualmente con más intensidad: «Er hat uns gemacht und nicht wir selbst zu seinem Volk» (Él nos ha hecho, y no nosotros a nosotros mismos, su pueblo). La continuación «und zu Schafen seiner Weide» (y las ovejas de su pasto) es presentada con expresión por las voces graves, luego repetida por tríadas puras en la mayor y si mayor, primero por tres partes de soprano, luego tres partes de contralto, y finalmente tres voces masculinas, con un violín solista.
Como primer enlace con los primeros movimientos, la línea «Él nos ha hecho, y no nosotros a nosotros mismos, su pueblo» se repite con la música utilizada para «Dienet dem Herrn mit Freuden», conectando tanto la forma musical como el contenido de ser creados pueblo de Dios y servirle con alegría. El movimiento se cierra con una repetición del primer tema, esta vez terminando pianissimo.

### Gehet zu seinen Toren ein
La orquesta introduce la tonalidad de fa ♯ menor y un compás ternario. Las voces femeninas divididas expresan en homofonía y «dolcissimo»: «Gehet zu seinen Toren ein» (Ve a entrar en sus puertas), con el compás dividido casi siempre en una blanca y una negra. Las voces masculinas responden «Gehet» (Ve), y a continuación las voces femeninas repiten su línea en una nueva versión. Se repite la jugada, esta vez empezando por las voces masculinas. El texto posterior aparece en densidad e intensidad crecientes, modulando constantemente, y termina en do mayor.

### Denn der Herr ist freundlich
Un breve preludio instrumental retoma los motivos orquestales del comienzo del primer movimiento. Simultáneamente, soprano y tenor cantan los dos temas de una doble fuga sobre el texto «Denn der Herr ist freundlich» (Porque el Señor es amigo). Ambos temas son animados, pero tienen su movimiento más rápido en momentos diferentes. La melodía de la soprano comienza con el grupeto del primer movimiento, mientras que los tenores cantan sobre todo un acorde de re mayor quebrado ascendente, con movimiento rápido en el segundo compás. La contralto toma la melodía del tenor, y el bajo la de la soprano en su siguiente entrada. Tras un interludio instrumental a partir del compás 77, los temas aparecen en el compás 91 en bajo y soprano, mientras que la melodía de «Castillo fuerte es nuestro Dios» de Lutero es interpretada por los metales al unísono. La obra termina, ralentizándose majestuosamente, con el texto «und seine Wahrheit für und für» (y su verdad por los siglos de los siglos).

## Evaluación
El biógrafo Eugen Segnitz escribió en 1922 que la obra no sólo era única en la carrera del compositor, sino en la música sacra de su época, con una rara e intensa fuerza de expresión («intensive Ausdruckskraft») y una convincente exégesis musical del texto bíblico, así como de sus giros y múltiples matices de emoción («überzeugende musikalische Auslegung des biblischen Textes, wie auch seiner Wendungen und mannigfaltigen Gefühlsschattierungen»).
Un crítico de una grabación destacó la «secuencia casi sinfónica» de la obra y su «forma general equilibrada que aporta satisfacción musical, aunque la presentación coral-orquestal sea a veces algo implacable».  Eidenbenz señaló que Reger logró una expresividad directa de las entidades más pequeñas de material («unmittelbare Expressivität kleinster Materialteile»), y vio en esta «atomización» y modulación implacable una radicalidad moderna («moderne Radikalität»). Luego escribió:

Expressivität statt Verstehbarkeit, die  Intention einer 'Druckwelle', die das Publikum zum Relief macht, die unaufhörliche Modulation, die äusserliche Opulenz und die innere kalkulierte Logik, die naive und unhinterfragte Selbstverständlichkeit seiner Musik...
La expresividad en lugar de la comprensibilidad, la intención de una onda expansiva que haga del público un alivio, la modulación implacable, la opulencia exterior y la lógica calculada interior, la naturalidad ingenua e incuestionable de su música...

Eidenbenz señaló cómo estos elementos también caracterizan la vida de Reger.

## Versiones
En 1955, Paul Hindemith revisó la obra para lograr una mayor claridad. Según Wolfgang Rathert, Hindemith «intentó moderar la "invención descontrolada" de Reger», mientras que Kirshnit describió la partitura original de Reger como «gloriosamente policromática». Hindemith «adelgazó» la orquesta, especialmente las trompas. En la partitura de Reger, el órgano reforzaba las voces a lo largo de la pieza, lo que provocaba una falta de claridad en los pasajes polifónicos. Hindemith sólo utilizaba el órgano en los momentos culminantes. En la doble fuga, asignó un tema a una voz, pero el otro tema simultáneo a la orquesta. El enfoque de Hindemith, que permite una escucha más analítica, parece justificado por la propia partitura de Reger de composiciones posteriores, más refinadas y centradas. Probablemente se deba a su versión que Der 100. Psalm gozó de una presencia continua en las salas de concierto, mientras que otras obras de Reger quedaron relegadas.
François Callebout escribió una versión para órgano que fue publicada en 2004 por Dr. J. Butz. Gabriel Dessauer explica en el prefacio que la obra de Reger fue concebida para coros oratorios de hasta 500 cantantes a principios del siglo XX. La versión para órgano permite a coros más pequeños interpretar la música. Esta versión fue estrenada en 2003 por el Reger-Chor de la Bonifatiuskirche de Wiesbaden, la parroquia a la que perteneció el compositor durante sus estudios en la ciudad. Ignace Michiels, organista de la catedral de San Salvador de Brujas, tocó el órgano.
Hanns-Friedrich Kaiser, KMD (director de música eclesiástica) en Weiden, donde Reger creció, escribió una versión para coro y órgano, que dirigió en la inauguración del festival Reger-Tage en la iglesia de San Miguel el 16 de septiembre de 2012, con el organista Michael Schöch.

## Año Reger
En 2016, un Año Reger que reflejaba el centenario de la muerte de Reger, la obra se interpretó en la Thomaskirche de Leipzig el 11 de mayo, el día de su muerte en la ciudad donde falleció. El Thomanerchor, el Leipziger Universitätschor y la Orquesta Sinfónica MDR fueron dirigidos por David Timm. El concierto se repitió el 26 de mayo en el mismo lugar para el Katholikentag.
El 13 de mayo, la MDR emitió la grabación de un concierto en directo de 1984 en la Kreuzkirche de Dresde, interpretado por el Dresdner Kreuzchor, el Philharmonischer Chor Dresden, el Rundfunkchor Berlin, el organista Michael-Christfried Winkler y la Orquesta Filarmónica de Dresde, dirigidos por Martin Flämig. En junio, Kaiser dirigió de nuevo su versión para órgano en San Miguel de Weiden, con el Kantorei Weiden y la organista Ute Steck. El Reger-Chor interpretó la versión para órgano de Callebout en Brujas y Wiesbaden en agosto, de nuevo con Dessauer y Michiels.

## Grabaciones
| Título                                                                    | Director/Coro/Orquesta                                                                               | Solistas                        | Discográfica                                                  | Año  |
| ------------------------------------------------------------------------- | --- | ------------------------------- | ------------------------------------------------------------- | ---- |
| Max Reger - Der 100. Psalm (Präludium und Fuge, Op. 85/4 Te Deum, Op. 59) | Wolfram Röhrig Gemischter Chor des Nürnberger Lehrergesangvereins / Rolf Beck Nürnberger Symphoniker | Werner Jacob (órgano)           | SABA                                                          | 1967 |
| Die Weihe der Nacht, Op. 119 / Der 100. Psalm / Weihegesang               | Horst Stein Chor der Bamberger Symphoniker Bamberger Symphoniker                                     | Fritz Walter-Lingquist (órgano) | Koch Schwann                                                  | 1995 |
| Max Reger: Der 100. Psalm; Der Einsiedler; Requiem (Hebbel)               | Klaus Uwe Ludwig Bachchor Wiesbaden Bachorchester Wiesbaden                                          | Wolf Kalipp                     | Melisma (grabación en directo en la Lutherkirche (Wiesbaden)) | 2000 |
| Reger: Psalm 100, etc. (arreglo de Hindemith)                             | Valeri Polyansky Capilla Sinfónica Estatal de Rusia Orquesta Sinfónica Estatal Rusa                  |                                 | Chandos                                                       | 2002 |
| Der 100. Psalm (versión para órgano)                                      | Gabriel Dessauer Reger-Chor                                                                          | Ignace Michiels (órgano)        | grabación en directo del estreno                              | 2003 |
| Reger - Timm: 100th Psalm - Jazzmesse                                     | Georg Christoph Biller Coro de la universidad de Leipzig Gewandhausorchester                         |                                 | Querstand                                                     | 2014 |